# Piotrcovia Piotrków Trybunalski (piłka ręczna)
Miejski Klub Sportowy Piotrcovia – polski żeński klub piłki ręcznej, powstały w 1968 w Piotrkowie Trybunalskim. Mistrz Polski w sezonie 1992/1993, uczestnik Ligi Mistrzyń w sezonie 1993/1994, półfinalista Pucharu EHF w sezonie 1998/1999. Od 1987 występuje nieprzerwanie w najwyższej polskiej klasie rozgrywkowej.

## Historia
Rozgrywki ligowe
W 1968 w Górniczym Klubie Sportowym, działającym przy Fabryce Maszyn Górniczych Pioma, powstała sekcja piłki ręcznej kobiet. Do połowy lat 80. odnosiła ona sukcesy przede wszystkim w kategoriach juniorek. W 1977 i 1982 juniorki piotrkowskiego klubu zwyciężyły w Centralnej Spartakiadzie Młodzieży, zaś w 1984 zdobyły mistrzostwo Polski i wygrały Ogólnopolską Spartakiadę Młodzieży. W 1985 wychowanki Piotrcovii, Elżbieta Dziadczyk i Beata Banaszczyk, zdobyły z młodzieżową reprezentacją Polski brązowy medal mistrzostw świata U-20 w Korei Południowej.
W 1987 Piotrcovia wywalczyła awans do najwyższej klasy rozgrywkowej. Zadebiutowała w niej, wygrywając 26:24 z Pogonią Szczecin. W sezonie 1989/1990 po raz pierwszy zakończyła rozgrywki na podium, zdobywając brązowy medal. Sukces ten powtórzyła w sezonie 1991/1992, natomiast w sezonie 1992/1993, kiedy trenerem drużyny był Jerzy Noszczak, piotrkowski klub wywalczył mistrzostwo Polski. W latach 90. Piotrcovia zdobyła kolejne trzy medale mistrzostw kraju: srebrny w sezonach 1993/1994 i 1997/1998 oraz brązowy w sezonie 1994/1995. Gdy ze sponsoringu wycofała się Fabryka Maszyn Górniczych Pioma, powołano do życia jednosekcyjny klub PTS Piotrcovia.
W sezonie 2002/2003, pod nazwą Miejski Międzyszkolny Klub Sportowy Piotrcovia, zespół zdobył trzeci srebrny medal mistrzostw Polski (trenerką była Julia Safina). W 32 meczach odniósł 19 zwycięstw, zanotował pięć remisów i poniósł osiem porażek. Z dorobkiem 43 punktów zajął w lidze 2. miejsce, tracąc do zwycięskiego MKS-u Lubin siedem punktów. W czterech bezpośrednich meczach z MKS-em Lublin, Piotrcovia wygrała dwa razy (33:29 w 16. kolejce i 34:29 w 24. kolejce), raz zremisowała (26:26 w 29. kolejce) i raz przegrała (23:38 w 5. kolejce). W sezonie 2002/2003 najwięcej goli dla Piotrcovii zdobyły: Beata Krężel (200 bramek) i Iwona Niedźwiedź (163 bramki). W 2005 utworzono Miejski Klub Sportowy Piotrcovia. W rundzie zasadniczej sezonu 2006/2007 drużyna wygrała 17 meczów i pięć przegrała, przystępując do fazy play-off z 3. miejsce. W ćwierćfinale Piotrcovia wyeliminowała Łącznościowca Szczecin, w półfinale pokonała zaś Zagłębie Lubin. W rozegranym na przełomie kwietnia i maja 2007 finale przegrała trzy razy z SPR-em Lublin (22:29, 31:35, 24:25), zdobywając wicemistrzostwo Polski. Rozgrywająca piotrkowskiej drużyny, Agata Wypych, została królową strzelczyń ekstraklasy (250 bramek w 30 meczach). W sezonie 2008/2009 Piotrcovia przystąpiła do fazy play-off z 3. miejsca (15 zwycięstw, jeden remis i sześć porażek w fazie zasadniczej). W ćwierćfinale wyeliminowała Zgodę Ruda Śląska Bielszowice, natomiast w półfinale została pokonana przez Zagłębie Lubin. W rywalizacji o 3. miejsce pokonała 9, 10 i 15 maja 2009 Łączpol Gdynia (27:25, 22:19, 29:26), zdobywając brązowy medal mistrzostw Polski. Najwięcej bramek dla Piotrcovii w sezonie 2008/2009 zdobyła skrzydłowa Kinga Polonez (206 goli), która została królową strzelczyń Ekstraklasy.
W sezonie 2009/2010 Piotrcovia zajęła 4. miejsce. W kolejnych sześciu sezonach nie udało jej się ani razu przejść ćwierćfinału, a w dwóch przypadkach (2012/2013 i 2014/2015) nie wywalczyła nawet awansu do fazy play-off. W sezonie 2016/2017, w którym zmieniono system rozgrywek i zlikwidowano fazę play-off, Piotrcovia zakończyła rundę zasadniczą na 9. pozycji, mając na swoim koncie cztery zwycięstwa, dwa remisy i 16 porażek. W meczach o miejsca 7–12 wygrała jednak siedem z 10 spotkań (zwyciężyła m.in. dwukrotnie z wyżej notowanym w tabeli AZS-AWFiS Gdańsk – 33:29 w 23. kolejce i 29:27 w 28. kolejce) i zakończyła ostatecznie rozgrywki na 8. pozycji. Najskuteczniejszą zawodniczką Piotrcovii w sezonie 2016/2017 była Monika Kopertowska, która zdobyła 125 bramek.
Europejskie puchary
W europejskich pucharach Piotrcovia Piotrków Trybunalski zadebiutowała w 1990. W sezonie 1990/1991 przystąpiła do gry w Pucharze IHF (w 1993 zastąpił go Puchar EHF), pokonując w pierwszej rundzie szwedzki Skuru IK (23:15, 18:22). W 1/8 finału wyeliminowała hiszpański Pegaso Madryt (19:25, 27:19), natomiast w ćwierćfinale przegrała z niemieckim Bayerem Leverkusen (16:16, 18:27).
W sezonie 1993/1994 Piotrcovia przystąpiła do gry w Lidze Mistrzyń. W 1/16 finału spotkała się z chorwacką Podravką Koprivnica – w pierwszym meczu rozegranym w Piotrkowie 25 września 1993 przegrała 18:28, natomiast w rewanżu rozegranym 3 października 1993 została pokonana 21:34, odpadając z rozgrywek. Był to jedyny występ Piotrcovii w Lidze Mistrzyń. W trzech kolejnych sezonach piotrkowski zespół uczestniczył w Pucharze Zdobywców Pucharów, dwukrotnie docierając w nim do 1/8 finału (1994/1995 i 1995/1996), a w sezonie 1996/1997 kończąc te rozgrywki w 1/16 finału.
Największy sukces na arenie międzynarodowej Piotrcovia osiągnęła w sezonie 1998/1999, w którym dotarła do półfinału Pucharu EHF. W drodze do niego pokonała rumuński Ursus Kluż (19:24, 28:21), jugosłowiański ZRK Sombor (29:23, 28:18) i w ćwierćfinale ukraińską Hałyczankę Lwów (31:24, 23:22). W 1/2 finału piotrkowska drużyna zmierzyła się z węgierskim Győri ETO. W pierwszym meczu, który rozegrano 10 kwietnia 1999 w Piotrkowie, wygrała 29:28. W rozegranym 18 kwietnia 1999 w Győr rewanżu przegrała 21:30, odpadając z rozgrywek.
Ponownie w Pucharze EHF Piotrcovia uczestniczyła w sezonie 2003/2004, natomiast w sezonie 2007/2008 wystąpiła w Pucharze Zdobywców Pucharów. W obu przypadkach odpadła w pierwszym  meczu.

## Sukcesy
Krajowe
- Mistrzostwa Polski:
  - 1. miejsce: 1992/1993
  - 2. miejsce: 1993/1994, 1997/1998, 2002/2003, 2006/2007
  - 3. miejsce: 1989/1990, 1991/1992, 1994/1995, 2008/2009[2]

Międzynarodowe
- Liga Mistrzyń:
  - 1/16 finału: 1993/1994[13]
- Puchar EHF:
  - 1/2 finału: 1998/1999[13]

## Aktualna kadra
| Bramkarki - 1. Natalia Kolasińska - 16. Daria Opelt - 69. Karolina Sarnecka Rozgrywające - 5. Danielle Joia - 6. Romana Roszak - 8. Żaneta Senderkiewicz - 11. Monika Kopertowska - 17. Anna Wasilewska - 23. Edyta Charzyńska - 36. Lucyna Sobecka - 91. Vitoria Macedo | Skrzydłowe - 9. Aleksandra Oreszczuk - 19. Patrycja Ciura - 21. Daria Szynkaruk - 51. Vladyslava Belmas - 57. Zuzanna Gajewska Obrotowe - 7. Sylwia Klonowska - 14. Aleksandra Dorsz - 99. Weronika Podzimowska |